# Papyrus 47
Papyrus 47 (volgens de nummering van Gregory-Aland), of {\displaystyle {\mathfrak {P}}}47, is een oude kopie van het Griekse Nieuwe Testament. Het is een handschrift op papyrus van het boek Openbaring van Johannes; het bevat de fragmenten 9:10-11:3; 11:5-16:15; 16:17-17:2. Op grond van schrifttype wordt het manuscript gedateerd in de derde eeuw.

## Tekst
De Griekse tekst vertegenwoordigt de Alexandrijnse tekst. Kurt Aland plaatst het in categorie I van zijn Categorieën van manuscripten van het Nieuwe Testament.
De tekst van dit handschrift staat het dichtst bij de Codex Sinaiticus. Papyrus 47 is samen met deze codex getuige van een van de twee vroege teksttypes van het boek Openbaring. Het andere type wordt gevonden in de handschriften Papyrus 115, Codex Alexandrinus, en Codex Ephraemi Rescriptus.
Het handschrift is gevonden in Egypte en wordt bewaard in de Chester Beatty Library (Inv. 14. 1. 527) in Dublin.